# Ершов, Александр Степанович
Алекса́ндр Степа́нович Ершо́в (1818—1867) — русский механик и математик, профессор начертательной геометрии и механики Московского университета.

## Биография
Родился 2 (14) июля 1818 года в имении Ивачево Зарайского уезда Рязанской губернии (ныне Луховицкий район Московской области) в семье губернского секретаря Степана Степановича Ершова (1785—?), отец которого, Степан Лукьянович Ершов (1752 — до 1843), был владельцем дома в Москве. Двоюродный брат Александра Степановича, Дмитрий Михайлович Ершов (1830—1907), занимая скромную должность производителя дел «Канцелярии статс-секретаря у принятия прошений, на Высочайшее имя приносимых», к 1883 году выслужил чин тайного советника.  
Окончил Рязанскую гимназию (1835) с золотой медалью. Учился на физико-математическом факультете Московского университета (1835—1839), который окончил со степенью кандидата и золотой медалью. Был отправлен (по ходатайству директора 3-й Московской гимназии и за счёт гимназии) сначала в Санкт-Петербург (слушал лекции в Санкт-Петербургском технологическом институте и Институте корпуса инженеров путей сообщения), а затем за границу для усовершенствования в прикладной математике — посетил Германию, Францию, Англию. Курс практической механики прослушал в Парижском университете — у Ж. В. Понселе и в Школе мостов и дорог — у А. Морена; прикладную механику и гидравлику изучал у Ж. Б. Беланже; начертательную геометрию слушал в Консерватории искусств и ремёсел (у Т. Оливье). В Англии ознакомился с организацией производства на текстильных предприятиях Лидса и Манчестера.
С июня 1843 года по 1853 год он преподавал математику и практическую механику в 3-й Московской гимназии, где организовал кабинет моделей машин и механизмов.
В 1844 году он начал преподавание в Московском университете; после защиты под руководством профессора Н. Д. Брашмана магистерской диссертации «О воде, как двигателе» преподавал практическую механику и начертательную геометрию в звании доцента; с 1848 года — адъюнкт. В 1853—1859 годах он — «исправляющий должность экстраординарного профессора» начертательной геометрии и механики Московского университета.
Свои статьи А. С. Ершов помещал в «Журнале путей сообщения» (1843), «Журнале министерства народного просвещения», «Московских ведомостях» и других. Изданный им в 1854 году учебник «Основания кинематики или элементарное учение о движении вообще и о механизме машин в особенности» стал первым в России учебником кинематики и теории механизмов.
С 1845 года он также читал лекции в Московском ремесленном учебном заведении: преподаватель практической механики и начертательной геометрии (1845—1855), инспектор классов (1855—1859), директор учебного заведения (1859—1867). Ершов был одним из инициаторов и авторов проекта преобразования этого учебного заведения в высшее учебное заведение — Императорское Московское техническое училище. 

Неужели в Европе останемся одни только мы, которые не захотим учредить у себя высшего технического образования? Россия нуждается в настоящее время в учёных техниках, которые могли бы развить нашу промышленную деятельность. — А. С. Ершов
Он подготовил проект первого устава Московского технического училища, однако новый Устав, преобразовывающий ремесленное училище в Императорское московское техническое училище (будущее «Высшее техническое училище им. Н. Э. Баумана»), был утверждён только в 1868 году — уже после смерти А. С. Ершова.
В 1864 году А. С. Ершов стал действительным членом Московского общества испытателей природы.
Наряду с другими профессорами Московского университета (И. К. Бабст, М. Я. Киттары и др.) Ершов обращал серьёзное внимание на развитие образования в среде простого народа, отдавал приоритет распространению технических знаний.
Умер 21 февраля (5 марта) 1867 года. Был похоронен на кладбище женского Алексеевского монастыря, где позже был похоронен и его брат Михаил Степанович (1800—1880).

## Сочинения
- «Основания кинематики или элементарное учение о движении вообще и о механизме машин в особенности» (1854)
- «О высшем техническом образовании в Западной Европе» (1857)
- «О значении механического искусства и о состоянии его в России» (1859)